# لوتشا ليبري ايليت
شركة لوتشا ليبري إيليت، والتي تعني بالعربية اتحاد مصارعة النخبة، ويُشار إليها أيضًا باسم إيليت، هي اتحاد مصارعة لوتشا لايبريه (مصارعة المحترفين المكسيكية) ومقرها مدينة مكسيكو، المكسيك. تأسس الاتحاد عام 2014 تحت اسم أسوسيشين دي لوتشا ليبري إيليت، والذي تم اختصاره إلى (ALL Elite). ويدير الاتحاد كل من كارلو كولين وإرنستو سانتيلان.
أقام مديرو الاتحاد في السنوات الماضية أحداثًا تحت اسم «برويسا إنترتينمنت» (Proesa Entertainment)، ونجحوا في الحصول على عقد مع قناة أزتيكا 7 لعرض برنامجهم الأسبوعي عليها.

## التاريخ
قام اتحاد ايه ال ال ايليت بعمل أول حدث للمصارعة له في 19 يوليو 2014، في ديبورتيفو موريلوس في مكسيكو سيتي. في 20 أكتوبر، أعلن الاتحاد رسميا من خلال حسابهم علي موقع التواصل الاجتماعي تويترعن شراكة مع اتحاد كونسيخو مونديال دي لوتشا لابيريه CMLL. ظهر كل من لاباركا وايل هيخو دي لاباركا في قاعة ارينا ميكسيكو في عرض CMLLDía de Muertos للإعلان عن دورة "All Elite League"، بين CMLL والمصارعة المستقلين. كان من المقرر عقد أول حدثين للاتحادين معًا في 13 نوفمبر 2014 في قاعة أرينا بويبلا و 15 نوفمبر 2014 في قاعة أرينا كوليسيو بالمكسيك. بحلول أكتوبر 2015، تم الإعلان عن إلغاء "All Elite League"
بسبب عدد كبير من المصارعين الذين اعتذروا عن المشاركة في العروض
وفي عام 2017 سائت الحالة بين الاتحادين وتم الإعلان عن انهاء الشراكة وبالتالي لن يستطيع الاتحاد من استخدام القاعات التي ياجرها اتحاد CMLL مثل قاعة ارينا ميكسيكو،  بعد أن تعاون الاتحاد مع اتحاد يسمي انترناشونال ريسلينج ريفيلوشن جروي IWRG وبالتالي استخدموا قاعة ارينا ناوكالبان لعمل عروض إضافية.
في 26 يونيو 2018 تم الإعلان عن توصل اتحاد تربل ايه واتحاد لوتشا ليبري ايليت إلى اتفاق وسيتشارك الاتحادين في الترويج لأحداث المصارعة في المستقبل، بالإضافة إلى ظهور مصارعين AAA في عروض لوتشا ليبري ايليت والعكس. بالإضافة إلى ذلك، تمت دعوة المشجعين لحضور العروض وهم يرتدون ملابس حمراء في حالة دعم مصارعو اتحاد AAA والأزرق إذا كانوا يريدون دعم اتحاد ايليت
. في 21 يوليو 2018، أعلن كل من الشركتين عن عرض كبير شهري تحت اسم AAA VS Lucha Libre Elite
. برعاية لعبة ورلد اوف واركرافت: باتل فور أزيروث وشارك مصارعو لوتشا ايليت في عرض تربل ايه السنوي تربل مينيا 26. ونجح الاتحاد بتوقيع شراكة مع مع MDA لعقد عرض في قاعة ارينا ناوكالبان.

## بطولات
| بطولة                      | البطل الحالي  | عدد مرات الفوز باللقب | تاريخ الفوز | الموقع    | العرض     | البطل السابق | أيام حمل اللقب |
| -------------------------- | ------------- | --------------------- | ----------- | --------- | --------- | ------------ | -------------- |
| بطولة النخبة للوزن الثقيل  | إبطال مفعولها | -                     |             | غير معروف | غير معروف | سيبرنيتيكو   | غير معروف      |
| بطولة النخبة للوزن المتوسط | إبطال مفعولها | -                     |             | غير معروف | غير معروف | كارستيكو     | غير معروف      |
| بطولة النخبة للوزن الخفيف  | إبطال مفعولها | -                     |             | غير معروف | غير معروف | بانديدو      | غير معروف      |
| بطولة النخبة العالمية      | إبطال مفعولها | -                     |             | غير معروف | غير معروف | مايكل الجين  | غير معروف      |

## روابط خارجية
- LuchaElite على تويتر.